# Tematangi
Tematangi (parfois orthographié Tematagi et anciennement Te Matangi), est un atoll situé aux îles Tuamotu en Polynésie française administrativement rattaché à la commune de Tureia

## Géographie

### Situation
Tematangi est situé à 121 km à l'ouest de Moruroa, l'atoll le plus proche, à 227 km au sud-ouest de Tureia et à 985 km au sud-est de Tahiti. C'est un atoll triangulaire de 11,5 km de longueur et 7 km de largeur maximales pour une surface de terres émergées de 7,7 km2. Son lagon, sans communication avec l'océan, est relativement profond et d'une superficie de 61 km2.
Tematangi est rattaché administrativement à la commune de Tureia.

### Géologie
D'un point de vue géologique, l'atoll est l'excroissance corallienne (de 625 mètres) du sommet du mont volcanique sous-marin homonyme, qui mesure 3 495 mètres depuis le plancher océanique, formé il y a 44,6 à 47,4 millions d'années.

### Démographie
En 2017, la population totale de Tematangi est de 61 personnes,, principalement regroupées dans le village de Tuihana situé dans l'Ouest de l'île. L'évolution démographique est la suivante :
|                                                         |  |  | 53 |  | 58 | 61 |
| Sources ISPF et Gouvernement de la Polynésie française. |  |  |    |  |    |    |

### Particularité géographique
Tematangi est la terre émergée la plus proche du point antipodal de la Ka'aba à La Mecque. En effet, ce dernier se situe à 51,7 kilomètres (ou 27,89 milles marins) à l'est-nord-est de l'atoll (cap 58°33'). Les conséquences précises pour la qibla, la détermination de  l'orientation pour la prière musulmane, dans les îles environnant cet atoll, sont parfois discutées dans certains ouvrages religieux.

## Histoire

### Peuplement polynésien et découverte par les Européens
La première mention de cet atoll a été faite par Philip Carteret le 11 juillet 1767 qui la nomme Île de l'Évêque d'Osnabrück. Le marin anglais William Bligh la visite le 5 avril 1792 lui donne le nom de Bligh's Lagoon Island. L'île est alors inhabitée. L'atoll est ensuite visité le 28 juillet 1826 par Frederick Beechey qui constate son peuplement et confirme le nom d'Île Bligh.

### Période contemporaine
Au XIXe siècle, Tematangi devient un territoire français peuplé alors d'environ 20 habitants autochtones vers 1850.

## Économie
L’économie de Tematangi, comme celle de nombreux atolls de la Polynésie Française, dépend quasi exclusivement de la culture du coprah. On trouve mention, dès le début du 20e siècle, d’exploitation de cocoteraies sur l’île, mais c’est à l’aube des années 60 que la culture prend un nouvel essor. À cette période et dans l’ensemble de l’archipel des Tuamotu, les plantations de cocotiers font face à des attaques parasitaire d’une cochenille, Aspidiotus destructor, qui entrainent un vieillissement prématuré des cocoteraies quand ce n’est pas leur destruction partielle. Dans un même temps, certains experts signalent alors la "sénilité" des cocoteraies, plantées il y a plus de 60 ans et dont la longévité économique était estimée à 50 ans, 60 tout au plus.
C'est dans ce contexte que le Service de l’Économie Rurale (aujourd’hui Service du Développement Rural) engage une "vigoureuse campagne de propagande pour le renouvellement et l'extension de la cocoteraie des Tuamotu". Cette initiative mènera, principalement entre 1962 et 1965, à la plantation de 1580 hectares de cocotiers répartis sur de nombreuses îles des Tuamotu.
Tematangi, bien que relativement épargnée par le parasite en comparaison avec les îles de l’ouest de l’archipel, bénéficie indirectement de cet élan de régénération des cocoteraies. En effet, le Père Victor Vallons, alors missionnaire catholique des Tuamotu Est, contribue à la mise en valeur de l’atoll de Tematangi à ses paroissiens des îles voisines. Aidé des habitants des atolls de Reao et de Pukarua, il participera à la plantation de plus de 40 000 cocotiers sur l’île, entre 1962 et 1963.
Dans les décennies suivantes, l’île est alors habitée, d’abord quelques mois par an lors des récoltes, puis en permanence. La coprahculture connait une croissance significative, jusqu’à permettre l'exportation, en 1975, de plus de 86 tonnes de coprah.

En 2015, l’île de Tematangi exporte encore plus de 3000 kg de coprah par an et par habitant résidant sur l’atoll. Ces exports constituent le seul revenu permettant aux habitants de se procurer les denrées nécessaires dans ce contexte de fort isolement géographique (bateau, carburant, cuves d’eau de pluie, etc.).